# بيني هاريس
بيني هاريس (بالإنجليزية: Benny Harris)‏ هو عازف جاز أمريكي، ولد في 23 أبريل 1919 في نيويورك في الولايات المتحدة، وتوفي في 11 مايو 1975 في سان فرانسيسكو في الولايات المتحدة.

## وصلات خارجية
- بيني هاريس على موقع ميوزك برينز (الإنجليزية)
- بيني هاريس على موقع أول ميوزيك (الإنجليزية)
- بيني هاريس على موقع ديسكوغز (الإنجليزية)